# Distrikt Marburg
Der Distrikt Marburg war eine Verwaltungseinheit des Departements der Werra im Königreich Westphalen und bestand von 1807 bis 1814. Der Distrikt bestand aus 15 Kantonen mit 169 Kommunen und mit einer Gesamtfläche von 104,04 Quadratmeilen. Am 31. Dezember 1810 waren im Distrikt 80.199 Menschen registriert.

## Kantone im Distrikt Marburg
| Einwohner | Fläche | Kanton       | Zugehörige Ortschaften |
| --------- | ------ | ------------ | --- |
| 80.199    | 104,04 |              | |
| 7.841     | 0,60   | Marburg      | Stadt Marburg mit Schwanenhof, Marbach, Cappeln, Ockershausen und Cyriaxweimar |
| 3.313     | 1,50   | Kaldern      | Kaldern, Neuhof, Kernbach mit Bruckerhof, Werda, Weitershausen mit Nesselbrunn und Niedernhof, Dilchhausen, Ellnhausen mit Dagobertshausen und Wehrshausen, Michelbach mit Görzhausen, Hademshausen mit Weiershausen und Hermershausen, Kölbe, Goßfelden mit Sarnau                                                                                             |
| 3.869     | 1,99   | Lohra        | Lohra mit Damm, Frohnhausen, Oberwalgern mit Steinfurtsmühle und Holzhausen, Altenvers mit Reimershausen und Rollshausen, Kirchvers mit Weiboldshausen, Rodenhausen mit Seelbach, Roth, Niederwalgern mit Stättebach, Wenkbach mit Argenstein, Oberweimar mit Germershausen, Allna, Kehna mit Willershausen und Nanzhausen, Niederweimar                        |
| 5.139     | 2,07   | Ebsdorf      | Ebsdorf, Bellnhausen, Bortshausen mit Frauenberg und Wolfshausen, Hachborn, Hassenhausen mit Erbenhausen, Heskem mit Mölln, Leidenhofen, Nordeck, Oberhausen, Mittelhausen und Unterhausen (heute zusammen Dreihausen), Ronhausen, Roßberg, Sichertshausen, Treis, Wermertshausen, Winnen mit Ilschhausen und dem Hofgut Fortbach                               |
| 5.726     | 2,13   | Amöneburg    | Stadt Amöneburg mit dem Badenhäuser Hof, Erfurtshausen, Holzhausen, Beltershausen mit dem Cappeler Hof, Wittelsberg, Moischt mit Hahnerheide und Hohenhauß, Schröck, Bauerbach, Ginseldorf, Schönbach, Großseelheim, Kleinseelheim, Mardorf, Roßdorf |
| 6.513     | 1,79   | Kirchhain    | Stadt Kirchhain mit Mansdorf, Langenstein mit dem Hof Netz, Niederwald, Anzefahr, Allendorf, Emsdorf, Rüdigheim, Niederklein, Stadt Schweinsberg, Stausebach, Himmelberg |
| 4.249     | 1,22   | Rauschenberg | Stadt Rauschenberg mit dem Hof Wambach und der Fiddemühle, Sindersfeld, Schwabendorf mit Wolfskaute, Albshausen, Wohra, Halsdorf mit Niedlingen, Josbach, Wolferode, Hatzbach, Burgholz, Ernsthausen |
| 5.361     | 2,66   | Neustadt     | Stadt Neustadt, Ruhlkirchen, Seibelsdorf, Vockenrod, Ohmes, Merzhausen, Holzburg, Willingshausen, Momberg, Speckswinkel, Erksdorf |
| 5.238     | 1,22   | Treysa       | Stadt Treysa, Ascherode, Gungelshausen, Ransbach, Leimbach, Loshausen, Wasenberg, Zella, Röllshausen mit Salmshausen, Wiera, Mengsberg, Florshain, Dittershausen, Frankenhain |
| 7.228     | 3,01   | Jesberg      | Jesberg mit Brünchenhain und Richerode, Densberg, Hundshausen, Ellnrode und Strang, Gilserberg, Sachsenhausen, Itzenhain mit Appenhain und Bellnhausen, Lischeid mit Winterscheid, Moischeid, Sebbeterode mit Treisbach und Rommershausen, Schönau, Schlierbach, Bischhausen, Gilsa mit Reptich und Wickersdorf, Zwesten, Oberurff mit Schiffelborn, Niederurff |
| 4.588     | 2,98   | Gemünden     | Stadt Gemünden, Löhlbach, Haina, Halgehausen, Altenhaina mit Kirschgarten, Römershausen, Mohnhausen, Sehlen, Bockendorf, Grüsen, Herbelhausen, Ellnrode, Dodenhausen, Battenhausen mit Haddenberg, Hüttenrode, Fischbach, Schiffelbach, Heimbach |
| 3.766     | 2,19   | Frankenau    | Stadt Frankenau, Dainrode, Ederbringhausen mit dem Hof Treisbach, Ellershausen mit Allendorf, Geismar, Haubern mit Dörnholzhausen, Louisendorf, Oberorke mit Hessenstein, Schreufa, Viermünden |
| 6.082     | 2,37   | Frankenberg  | Stadt Frankenberg mit Friedrichshausen, Bottendorf mit der Domäne Wolkersdorf, Bringhausen in den Birken, Haine, Hommershausen mit Rodenbach, Rengershausen, Röddenau, Somplar, Wangershausen, Willersdorf |
| 5.068     | 3,68   | Rosenthal    | Stadt Rosenthal mit Merzhausen, Holzbach, und Eichmühle; Bernsdorf, Betziesdorf, Bracht, Bürgeln, Ernsthausen, Hertingshausen, Langendorf, Lehnhausen, Nieder-Holzhausen, Oberholzhausen, Reddehausen, Roda, Schönstadt mit Fleckenbühl, Schwarzenborn, Wiesenfeld, Willershausen                                                                               |
| 6.248     | 2,95   | Wetter       | Stadt Wetter mit Niederwetter; Sterzhausen, Warzenbach und Brungershausen; Amönau und Oberndorf; Treisbach, Niederasphe und Untersimtshausen; Münchhausen, Obersimtshausen und Mittelsimtshausen; Wollmar; Todenhausen und Deutsch-Todenhausen; Mellnau; Unterrosphe und Göttingen; Oberrosphe                                                                  |